# Ленивка (река)
Лени́вка (Лени́вый Вра́жек, Волко́на, Волхо́на, Волхо́нка) — бывшая малая река в районе Хамовники Центрального административного округа Москвы, левый приток Москвы-реки. Получил название благодаря своему медленному, спокойному течению. На берегу ручья располагался Ленивый Торжок, то есть рынок. Гидроним Волхонка, возник от одноимённой улицы.

По состоянию на начало 2018 года заключена в подземный коллектор или полностью засыпана.
Длина ручья составляла 500 метров, постоянное течение устанавливалось в низовье. Водоток проходил в овраге вдоль Колымажного переулка и пересекал улицу Волхонку. Далее протекал по улице Ленивке и впадал в Москву в 570 метрах севернее устья Черторыя. Иногда Ленивку по ошибке принимали за левый приток Черторыя.